# Otakar Jeremiáš
Otakar Jeremiáš (ur. 17 października 1892 w Písku, zm. 5 marca 1962 w Pradze) – czeski kompozytor, dyrygent i wiolonczelista.

## Życiorys
Syn Bohuslava, brat Jaroslava. Początkowo uczył się u ojca, następnie w latach 1907–1909 studiował w Konserwatorium Praskim u Josefa Klički (organy), Karla Steckera (teoria i kompozycja) oraz Jana Buriana (wiolonczela). Od 1909 do 1910 roku uczył się też prywatnie u Vítězslava Nováka. W latach 1911–1913 był wiolonczelistą Filharmonii Czeskiej w Pradze. Od 1918 do 1928 roku był dyrektorem szkoły muzycznej oraz dyrygentem orkiestry, opery i chóru w Czeskich Budziejowicach. W latach 1929–1945 był dyrygentem orkiestry radia czeskiego w Pradze. Od 1945 do 1947 roku pełnił funkcję dyrektora Teatru Narodowego w Pradze. W 1949 roku został przewodniczącym związku kompozytorów czechosłowackich.
Tworzył w stylu czeskiej szkoły narodowej, nawiązując zwłaszcza do dorobku Bedřicha Smetany. Otrzymał tytuł Artysty narodowego (1950) oraz Order Republiki (1960).

## Wybrane kompozycje
(na podstawie materiałów źródłowych)

### Utwory orkiestrowe
- 2 symfonie (I 1910–1911, II 1914–1915)
- Písně jara (1907–1908)
- Podzimní suita (1907–1908)
- Jarní ouvertura (1912)
- Fantazja na wielką orkiestrę i 2 chóry (1915)
- melodramat z orkiestrą Romance o Karlu V (1917)

### Utwory kameralne
- Trio fortepianowe (1909–1910)
- Kwartet smyczkowy (1910)
- Kwartet fortepianowy (1911)
- Suita ve starém slohu na kwartet smyczkowy (1910)
- Kwintet smyczkowy (1911)
- Fantasie na staročeské chorály na nonet (1938, także wersja na orkiestrę i organy 1939)

### Utwory fortepianowe
- 2 sonaty (I 1909, II 1913)
- Ciacona na thema V. Nováka (1910)
- Variace na thema hebrajského chorálu (1913)
- Večer-Vzpomínka (1917)

### Utwory wokalno-instrumentalne
- Jen dál na głos i fortepian (1918, 2. wersja na chór unisono i orkiestrę 1937)
- Láska na sopran i orkiestrę (1921)
- kantata Mohamedův zpěv (1932)
- kantata Písně o rodné zemi (1940–1941)

### Opery
- Bratři Karamazovi, libretto według Dostojewskiego (1922–1927, wyst. Praga 1928)
- Enšpígl, libretto według de Costera (1940–1944, wyst. Praga 1949)

### Muzyka do sztuk teatralnych
- Kupiec wenecki Szekspira (1931)
- Otello Szekspira (1931)
- Antygona Sofoklesa (1932)
- Pan Twardowski Vrchlickiego (1937)
- Faust Goethego (1938)
- Makbet Szekspira (1939)